# 清野乙彦
清野 乙彦（きよの おとひこ、1973年4月23日 - ）は、日本の元サッカー選手、元フットサル日本代表、NPO法人FCUスポーツクラブ理事長、芸術蹴球家。

## 人物
読売サッカークラブの下部組織でプレーし、1988年にはバンコクで開催された第3回アジア・ジュニアユース決勝大会のメンバーに選ばれた。その後は帝京高校へ入学し、第70回全国高等学校サッカー選手権大会で四日市中央工との両者優勝に貢献した。
1学年上には森下仁志、同学年に双子の弟である清野公彦、1学年下には松波正信、阿部敏之、丸山良明、小峯隆幸、時岡宏昌がいた。
高校卒業後の1992年に弟と共にJリーグの名古屋グランパスエイトへ加入した。
ポジションはサイドバックで1995年まで在籍した。この間の1992年-1993年に強化選手としてドイツのFCバイエルンミュンヘン（Jリーグオフィシャルガイドでは同じドイツのオスナブルックに在籍したことになっている）へ留学した。名古屋での公式戦に出場のないまま契約満了後は、ドイツで6部リーグのアマチュア選手として活動し、プロテストに合格もエージェントとの移籍問題で断念。2003年にはフットサル日本代表としてアジア大会で準優勝した。これらの経験からアートフットボールを創始し、書籍として出版している。その後はスポーツ指導者、芸術家として活動した。

### サッカー指導者時代
アートフットボールの考案時に、サッカーチームのFC宇宙2033を結成。2006年にはNPO法人FCUスポーツクラブを設立し、代表として運営に従事する。2007年には神奈川県の県民政策公募で企画したスポーツ縁日が採択された。2011年にOaa（オッティ・アートフットボール・アカデミ）校長としてコーチングを開始した。健康的な体作り、プロを目指す子供の育成や、障害を持つ人への福祉活動なども行っている。

### 芸術家
2000年のROCK IN JAPAN FESTIVALでパフォーマンスを開始。2002 FIFAワールドカップや2005年の愛・地球博などのイベントでアートフットボール（芸術蹴球）を演じた。アートフットボーラーとして、復興支援など各種イベントへ参加。武士道などの日本の伝統文化も取り入れ、2013年には国立劇場で日本舞踊を披露した。その他に宇宙人OTOのキャラクターでのパフォーマンスや、ブランドのデザインなど創作芸術家として活動を展開し、各種メディアへの出演をしている。

## 略歴
- 1973年：神奈川県で生まれる
- 1988年：帝京高校へ入学（全国高校サッカー選手権で優勝）
- 1991年：名古屋グランパスエイトへ入団（Jリーグ、1995年退団）
- 1992年：バイエルン・ミュンヘンへ留学（ドイツ、1993年迄）
- 1996年：名古屋グランパスエイトの契約満了（退団）
- 1996年：ドイツ6部へ単身渡独（1998年迄）
- 1999年：フットサルチームでの活動開始
- 2000年：ロック・イン・ジャパン・フェスティバル2000で初パフォーマンス
- 2002年：日韓共同開催ワールドカップのイベントでアートフットボールを初披露（愛称：オッティ誕生）
- 2003年：フットサル日本代表（AFCフットサル選手権・アジア大会で準優勝）
- 2003年：アートフットボールチームのFC宇宙2033を立ち上げる
- 2003年：日本最初のアートフットボール大会・ZINGAで優勝
- 2005年：愛・地球博スポーツサミット2005でアートフットボール「エコの舞」を披露
- 2006年：NPO法人FCUスポーツクラブ設立（代表）
- 2006年：FMサルース・イッツコムで「オッティのフットボールレディオ」（3ヶ月放送）
- 2007年：ヒューマンアカデミー・フットサルカレッジ講師兼監督（2008年迄）
- 2011年：Oaa（オッティ芸術蹴球アカデミ）創設（校長）
- 2012年：文部科学省「 トップアスリート派遣指導事業」認定（2年間）
- 2013年：国立劇場にて日本舞踊で出演
- 2014年：スポーツファッション等のデザイナーの活動開始

その他、チャリティイベントや福祉活動などを行っている。

## 個人成績
| 国内大会個人成績 | 国内大会個人成績 | 国内大会個人成績 | 国内大会個人成績 | 国内大会個人成績 | 国内大会個人成績 | 国内大会個人成績 | 国内大会個人成績 | 国内大会個人成績 | 国内大会個人成績 | 国内大会個人成績 | 国内大会個人成績 |
| 年度             | クラブ           | 背番号           | リーグ           | リーグ戦         | リーグ戦         | リーグ杯         | リーグ杯         | オープン杯       | オープン杯       | 期間通算         | 期間通算         |
| 年度             | クラブ           | 背番号           | リーグ           | 出場             | 得点             | 出場             | 得点             | 出場             | 得点             | 出場             | 得点             |
| 日本             | 日本             | 日本             | 日本             | リーグ戦         | リーグ戦         | リーグ杯         | リーグ杯         | 天皇杯           | 天皇杯           | 期間通算         | 期間通算         |
| ---------------- | ---------------- | ---------------- | ---------------- | ---------------- | ---------------- | ---------------- | ---------------- | ---------------- | ---------------- | ---------------- | ---------------- |
| 1992             | 名古屋           | -                | J                | -                | -                | 4                | 0                |                  |                  |                  |                  |
| 1994             | 名古屋           | -                | J                | 0                | 0                | 0                | 0                |                  |                  |                  |                  |
| 1995             | 名古屋           | -                | J                | 0                | 0                | -                | -                |                  |                  |                  |                  |
| 通算             | 日本             | 日本             | J                | 0                | 0                | 4                | 0                |                  |                  |                  |                  |
| 総通算           | 総通算           | 総通算           | 総通算           | 0                | 0                | 4                | 0                |                  |                  |                  |                  |

## 関連書籍
- 『オッティのアートフットボールテクニック』日本文芸社,2005